# Vuốt dài họng vàng
Vuốt dài họng vàng, tên khoa học Macronyx croceus là một loài chim trong họ Motacillidae.
Loài này được tìm thấy trong Angola, Benin, Burkina Faso, Burundi, Cameroon, Cộng hòa Trung Phi, Chad, Cộng hòa Congo, Cộng hòa Dân chủ Congo, Bờ Biển Ngà, Gabon, Gambia, Ghana, Guinea, Guinea-Bissau, Kenya, Lesotho, Liberia, Malawi, Mali, Mozambique, Niger, Nigeria, Rwanda, Senegal, Sierra Leone, Somalia, Nam Phi, Nam Sudan, Swaziland, Tanzania, Togo, Uganda, Zambia và Zimbabwe. Môi trường sống tự nhiên của loài chim này là khu vực xavan khô, nhiệt đới hoặc cận nhiệt đới ẩm ướt theo mùa hay bị ngập lụt vùng đồng bằng đồng cỏ, và bờ cát.